# Acanella sibogae
Acanella sibogae är en korallart som beskrevs av Nutting 1910. Acanella sibogae ingår i släktet Acanella och familjen Isididae. Inga underarter finns listade i Catalogue of Life.